# Teenage Mutant Hero Turtles: Turtles in Time
Tortues ninja : Les tortues réécrivent l’histoire , ou Teenage Mutant Ninja Turtles: Turtles in Time en dehors d'Europe, est un jeu vidéo de type beat them all développé et édité par Konami sur borne d'arcade en 1991. Il fut porté sur Super Nintendo un an après et est renommé Teenage Mutant Ninja Turtles IV: Turtles in Time.
Le jeu est publié sur Super Famicom au Japon le 24 juillet 1992, le 15 août 1992 aux États-Unis et le 15 novembre 1992 en Europe,.

## Système de jeu
Le jeu est jouable jusqu'à quatre joueurs sur arcade et deux joueurs sur Super Nintendo et permet de choisir entre Leonardo, Michaelangelo, Donatello et Raphael. Chaque personnage a ses propres forces et faiblesses. Raphael est le plus rapide dans ses enchaînements avec ses saïs mais le moins résistant face aux attaques ennemies, Donatello a la meilleure allonge avec son bō mais la moins bonne force de frappe, Michaelangelo a la meilleure force de frappe avec ses Nunchakus mais la moins grande allonge et Leonardo est le plus équilibré c'est-à-dire moyennement bon en force, vitesse, allonge et résistance. Ces différences se ressentent mieux en mode difficile.
Tout comme pour le jeu précédent sorti sur arcade, le joystick permet de contrôler les personnages, il y a un bouton pour l'attaque et un pour le saut. Des combinaisons de boutons permettent de courir, d'effectuer une attaque glissée, un saut arrière rapide, un super saut, une attaque spéciale, une attaque sautée et même une projection,
.
Le joueur guide les tortues à travers différents niveaux tels que les rues de New York City ou encore des niveaux dans différentes époques historiques. Dans ce jeu, le joueur fera face à des ennemis issus de la bande dessinée de 1987 et du film Les Tortues Ninja 2 : Les héros sont de retour.
Il existe des différences entre la version arcade et la version Super NES. Dans la version Super Nintendo, les tortues n’ont pas la même couleur et il est possible de jouer avec une version « comic » des héros,,. Le jeu comporte de nouveaux ennemis et boss (notamment Bebop et Rocksteady et Super-Shredder), des niveaux supplémentaires ainsi que des nouvelles musiques. 
La version Super NES a une animation, une bande son et des graphismes en dessous de la version arcade mais permet l'utilisation du mode 7.

## Synopsis
Alors que nos quatre tortues regardent le journal télévisé présenté par April O'Neil, Krang apparaît et vole la statue de la Liberté. Shredder apparaît alors sur l'écran du téléviseur, narguant nos héros. Les tortues partent donc à sa poursuite afin de mettre un terme à son plan machiavélique.

## Rééditions
Le jeu a été porté sur Super Nintendo en 1992 sous le nom Teenage Mutant Hero Turtles IV: Turtles in Time. Il a aussi fait l'objet d'un remake en 3D par Ubisoft Singapour sur la plate-forme de téléchargement Xbox Live Arcade en août 2009 sous le nom Teenage Mutant Ninja Turtles: Turtles in Time Re-Shelled. Ce remake est ensuite sorti sur le PlayStation Network en septembre de la même année.